# P6-Bajonett
Das P6-Bajonett (auch K6 Bajonett) ist ein Objektivanschluss, der Anfang der 1950er Jahre von der Firma VEB Kamera-Werke Niedersedlitz für die Mittelformatkamera „Praktisix“ entwickelt worden ist. Es handelt sich nicht um eine offizielle Bezeichnung, sondern um eine in der Anwenderschaft gebräuchliche Bezeichnung. Das Auflagemaß beträgt 74,1 mm.

## Allgemein

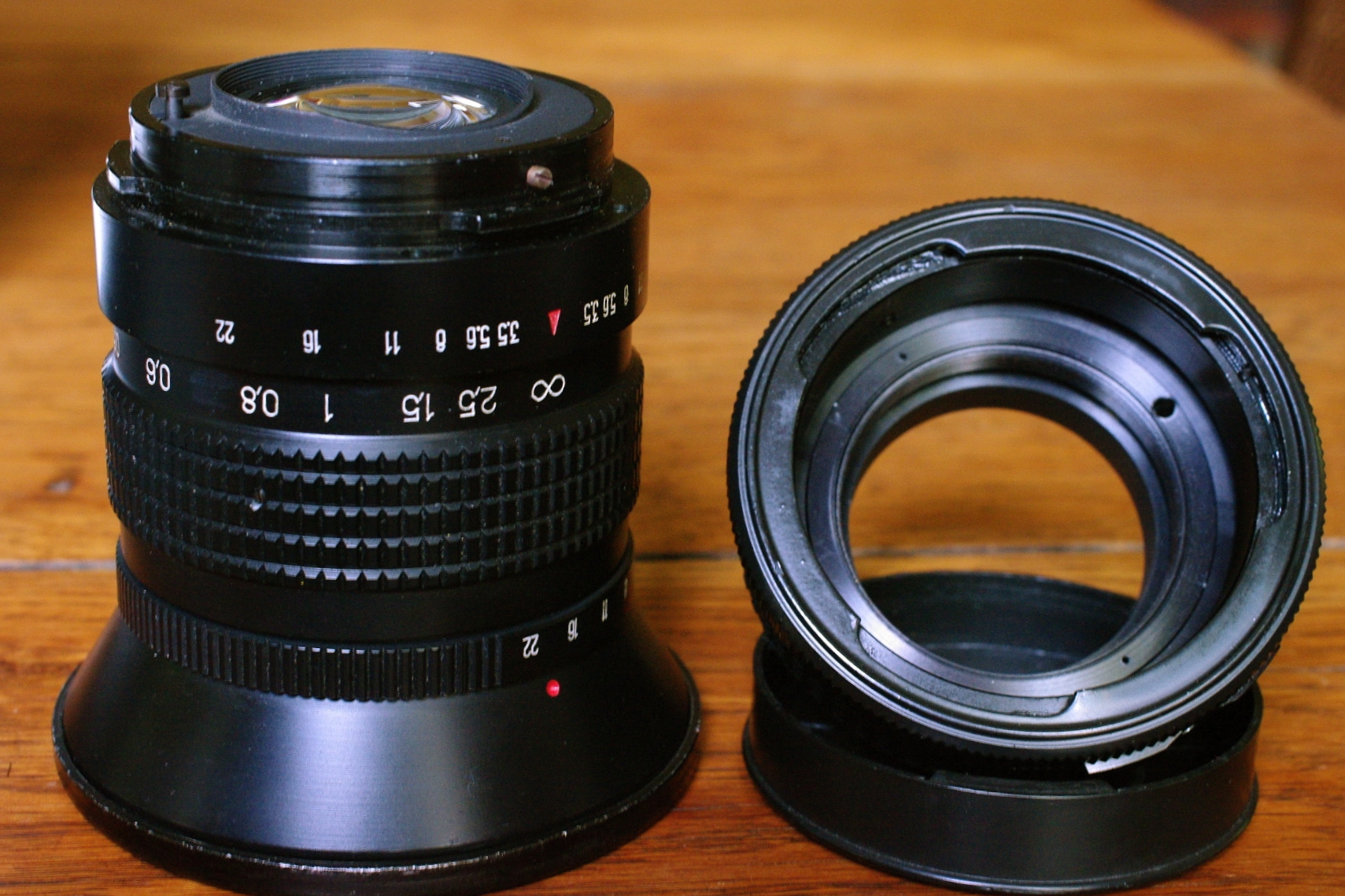
P6-Objektivanschluss von einer Pentacon Six

Das Bajonett ist ein so genanntes Steck- oder Klemmbajonett. Erst werden die Objektive in einer festgelegten Stellung in den Kamera-seitige Teil des Bajonetts, der aus einem Klemmring besteht, eingeführt. Die Stellung ist durch eine kameraseitige Kerbe im Anschluss und eine passende Schraube am objektivseitigen Ende des Bajonetts definiert. Das Objektiv wird durch eine leichte Drehung des Klemmrings arretiert. Bei dieser Art des Anschlusses wird daher das Objektiv nicht gedreht.

## Kameras
Die Kameras, die den P6-Anschluss verwenden, sind
- Praktisix,
- Pentacon Six (TL)
- Exakta 66,
- Kiev 6C,
- Kiev 60,
- Kiev 88CM,
- Kiev 90 und
- Hartblei- und Araxfoto-Modelle.

Sowohl die Exakta 66 wie die nur in sehr kleiner Stückzahl gebaute Kiev 90 besitzen erweitertes, jedoch abwärtskompatibles P6-Bajonett, das eine elektrische Übertragung von Blendeninformationen erlaubt.
Objektive wurden von Pentacon, Carl Zeiss Jena, Meyer-Optik, Schneider-Kreuznach, Kiev und anderen Firmen angeboten.
Die Dresdner Kleinbildkameras der Marken Praktina, Pentina, Altix und Exakta haben meist ebenfalls Bajonett-Anschlüsse, die aber schon allein wegen des kleineren Auflagemaßes und des kleineren Bildkreises nicht direkt kompatibel sind. Es werden jedoch Adapter von P6 auf viele gängige Objektiv-Anschlüsse angeboten.

## Objektive

### Pentacon
Aus der DDR, ursprünglich Meyer-Optik.
- 1:4,0 300 mm Orestegor
- 1:5,6 500 mm Orestegor
- 1:3,5 80 mm Meyer Primotar-E

### Carl Zeiss Jena
Aus der DDR.
- 1:4,0 50 mm Flektogon
- 1:2,8 65 mm Flektogon
- 1:2,8 80 mm Tessar
- 1:2,8 80 mm Biometar (Kit-Objektiv)
- 1:2,8 120 mm Biometar
- 1:2,8 180 mm Sonnar
- 1:4,0 300 mm Sonnar
- 1:8,0 500 mm Fernobjektiv
- 1:5,6 1000 mm (Katadioptrisch)

### Schneider Kreuznach
Aus Westdeutschland, für die Exakta 66.
- 1:4,5 55 mm Super-Angulon MF
- 1:3,5 60 mm Curtagon MF
- 1:2,8 80 mm Xenotar MF
- 1:4,0 150 mm Tele-Xenar
- 1:5,6 250 mm Tele-Xenar MF
- 1:4,5 75–150 mm Variogon MF
- 1:5,6 140–280 mm Variogon MF
- 1:4,0 40 mm Curtagon MF

### Kiev/Arsat
Aus der Ukraine.
- 1:3,5 30 mm Zodiak-8B (Fisheye)
- 1:3,5 45 mm Mir-26B
- 1:4,5 55 mm Arsat shift
- 1:3,5 65 mm Mir-3B
- 1:2,8 80 mm Volna-3
- 1:2,8 90 mm Vega-12
- 1:2,8 120 mm Vega-28B
- 1:2,8 150 mm Kaleinar-3B
- 1:5,6 500 mm Arsat APO MC
- 1:8,0 600 mm 3M-3B (Katadioptrisch)

## Referenzen
1. 1 2  East German lenses for the Pentacon Six. The Pentacon Six System, 25. September 2008, abgerufen am 17. September 2024 (englisch).
2. ↑  Joseph Schneider lenses for the Exakta 66. The Pentacon Six System, 4. Oktober 2008, abgerufen am 17. September 2024 (englisch).
3. ↑  Russian & Ukrainian lenses for the Kiev 60. The Pentacon Six System, 4. Oktober 2008, abgerufen am 17. September 2024 (englisch).